# Parafia Narodzenia Najświętszej Maryi Panny w Rusocicach
Parafia Narodzenia Najświętszej Maryi Panny w Rusocicach – rektorat rzymskokatolicki, znajdująca się w archidiecezji krakowskiej, w dekanacie Czernichów.